# Tiara

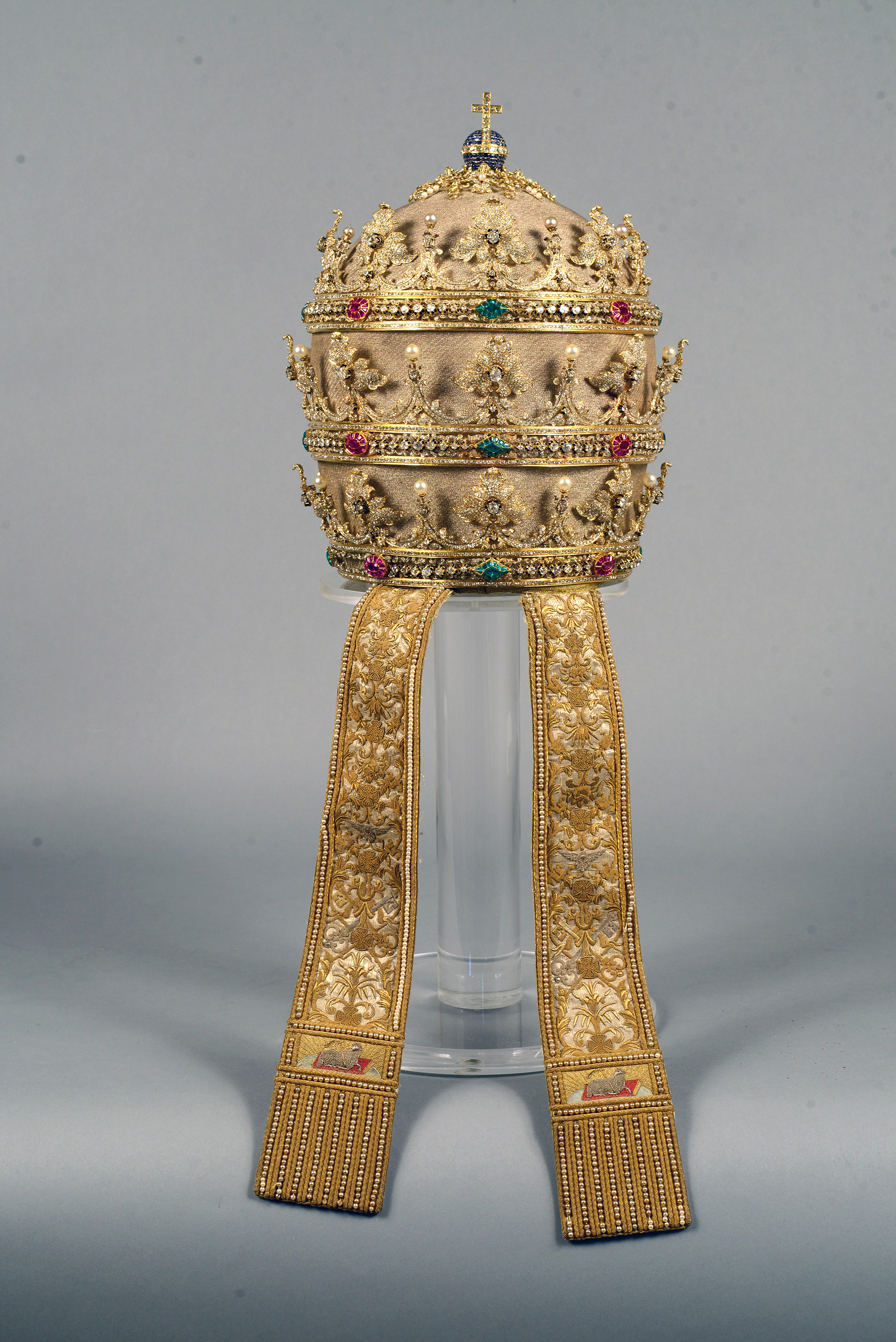
La tiara di papa Pio IX, utilizzata anche per numerose successive incoronazioni.

La tiara papale o triregno (in latino: thiara o triregnum) è una particolare corona utilizzata dai papi a partire dal medioevo fino alla seconda metà del secolo XX come simbolo di sovranità.
Si tratta di un copricapo extra-liturgico con infule, utilizzato particolarmente nel corso della cerimonia dell'incoronazione, di foggia conica (su modello delle tiare mediorientali) più o meno rigonfia, inanellato da un numero di diademi via via accresciutosi sino ad un numero di tre (da cui il nome triregno) e sormontato da un piccolo globo crucigero. Le tre corone sovrapposte della tiara papale indicano il triplice potere del pontefice: Padre dei principi e dei re, Rettore del mondo, Vicario di Cristo in Terra. Secondo un'ulteriore interpretazione, le corone potrebbero rimandare anche alle tre componenti della Chiesa: quella militante (i vivi, che ancora combattono per Cristo - da cui "militante"), quella purgante (i defunti che si stanno purificando nel Purgatorio) e quella trionfante (i beati in Cielo).
L'ultima cerimonia di incoronazione papale con imposizione della tiara vi fu nel 1963 in occasione dell'elevazione al Soglio di papa Paolo VI, che cessò successivamente l'uso dello storico simbolo pontificio. La tiara, che venne creata dallo scultore e cesellatore Renato Valcavi della poliartistica Istituto Beato Angelico di Milano, venne messa in vendita e acquistata dal cardinale Francis Joseph Spellman, arcivescovo di New York, utilizzandone il ricavato per le missioni africane. L'uso del triregno fu sostituito con quello della mitra.
L'uso della tiara permane nello stemma pontificio e, fino al 2005, negli stemmi personali dei papi, quando papa Benedetto XVI la sostituì con la mitra nel proprio stemma personale. Il disegno di tale mitra, tuttavia, nella presenza di tre bande dorate orizzontali richiama quello delle tre corone del triregno. Anche papa Francesco, nel 2013, e papa Leone XIV, nel 2025, hanno mantenuto la medesima mitra, con un disegno a tre bande dorate orizzontali che richiama le corone del triregno, sulla sommità del proprio stemma.

## Storia

### Origini

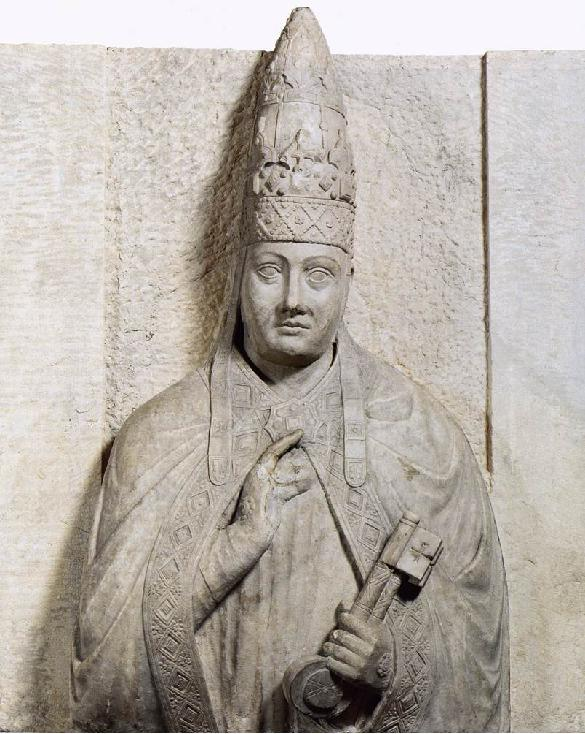
La statua tombale di Bonifacio VIII, raffigurato con una tiara a due corone.

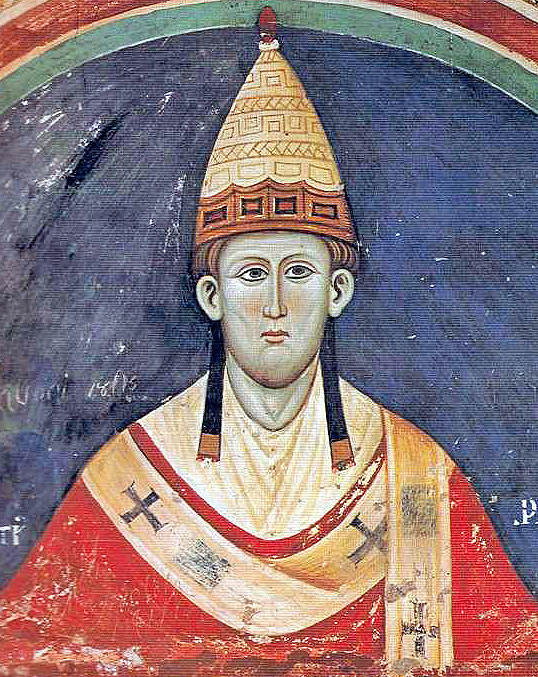
Affresco del XIII secolo raffigurante papa Innocenzo III (1198-1216) con una tiara ad una sola corona (Subiaco, Roma)

L'origine della tiara è probabilmente di derivazione persiana, dove veniva utilizzata quale simbolo di distinzione, diventando infine paramento tipico dei sacerdoti di Mitra, con i quali giunse infine a Roma.
Tra il IX ed il X secolo la tiara o mitra di forma conica prese ad essere utilizzata in Occidente come copricapo dei vescovi, divenendo rapidamente di uso comune. A Roma i Papi, che sin dall'VIII secolo avevano assunto il potere temporale su gran parte dell'Italia centrale e che dall'800 avevano acquisito la potestà di investitura imperiale, inanellarono quindi la tiara con una corona, a simboleggiare la propria condizione sovrana. La più antica immagine della tiara papale è quella che appare in una moneta di papa Sergio III (904-911). Mano a mano che il potere temporale si accrebbe, scontrandosi con quello imperiale nella lotta per le investiture, la tiara fu decorata con pietre preziose per sembrare più simile ad una corona principesca.
La seconda corona venne aggiunta nel 1298 o 1301 da Bonifacio VIII, concordemente alla sua politica di supremazia pontificia al tempo del confronto con Filippo il Bello, re di Francia, per simboleggiare la doppia condizione di sovranità spirituale e temporale del papa e con l'intento di dimostrare che la sua autorità spirituale era superiore a qualsiasi autorità civile. La Statua di Bonifacio VIII e la sua tomba lo rappresentano con una tiara a due corone.
Le due infule pendenti dall'estremità posteriore della tiara apparvero nel 1314 circa, durante il pontificato di Clemente V, all'inizio della cattività avignonese, assimilando così l'aspetto della corona papale a quello oramai assunto dalle mitrie vescovili.

### Triregno

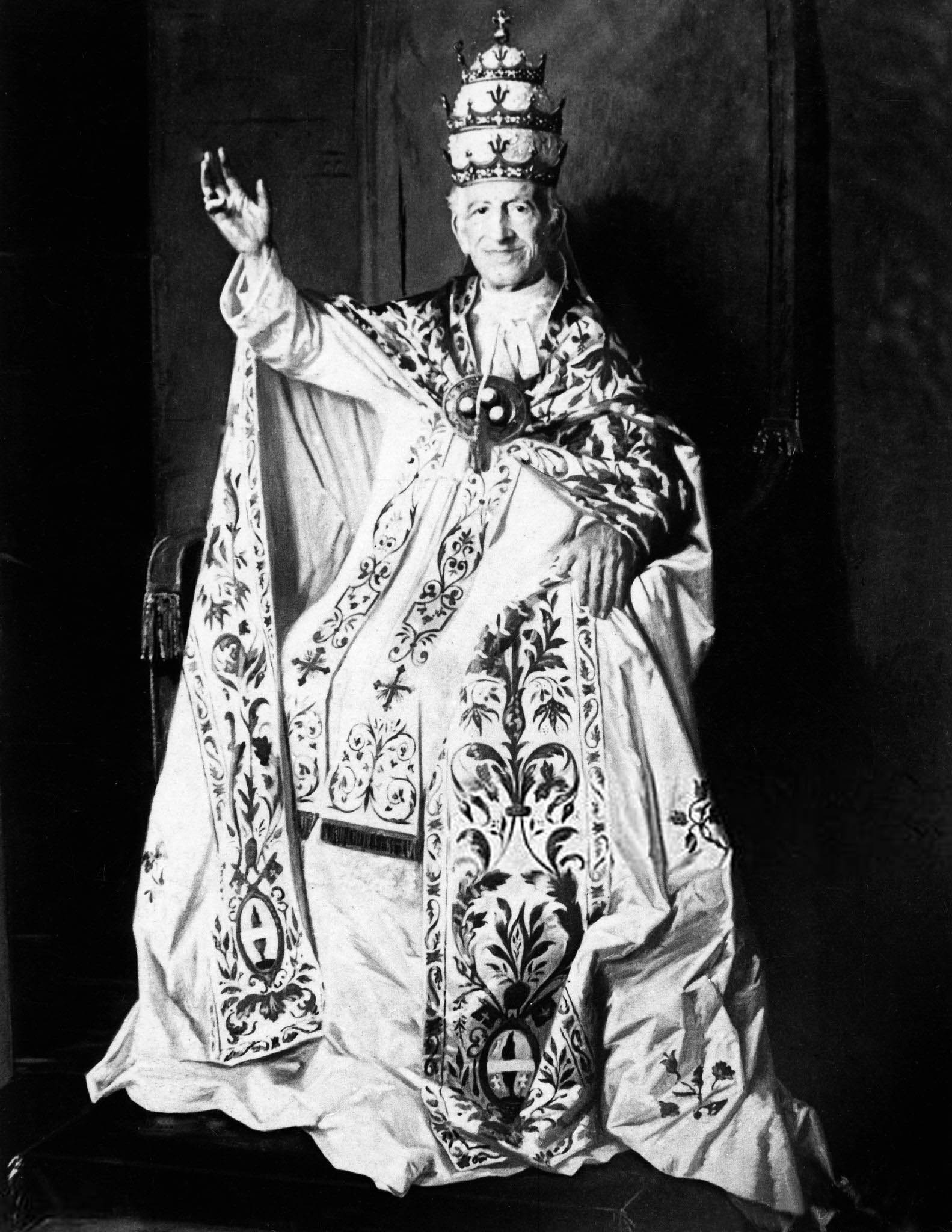
Leone XIII (1878-1903) con il triregno

Fu Benedetto XII, nel 1342, a cingere per la prima volta una tiara sormontata da tre corone. Dopo aver vanamente tentato sette anni prima di riportare la sede pontificia a Roma, il pontefice decise di rafforzare in quel modo simbolico l'autorità papale, riaffermando con la terza corona il possesso della città di Avignone e la sovranità sulla Chiesa universale.
Nonostante, nel XV secolo, Innocenzo VIII giungesse addirittura a dare in pegno la sua tiara, il Triregno assurse in breve a simbolo stesso del papato. Come tale nel XVI secolo fu ampiamente al centro delle critiche connesse alla riforma protestante. Un esempio ne è la teoria luterana che afferma come il Triregno sia riconducibile alla profezia nel capitolo settimo del libro di Daniele 7,15-27, secondo la quale il "piccolo corno" del papato romano sradicherà i tre corni precedenti.
Il principale uso della tiara papale era connesso alla cerimonia di incoronazione, che si tiene nella basilica di San Pietro dopo il conclave e prima dell'intronizzazione nella basilica di San Giovanni in Laterano. L'apice della cerimonia era contrassegnato dall'imposizione del Triregno sul capo del nuovo pontefice mentre uno stoppino veniva bruciato davanti ai suoi occhi recitando la formula sic transit gloria mundi ("così passa la gloria terrena"). L'uso rimase inalterato anche dopo la fine del potere temporale dei Papi nel 1871, sopravvivendo per quasi un altro secolo.
Le tre corone corrispondono ad altrettanti titoli pontificali: Padre dei Principi e dei Re, Reggitore del mondo, Vicario in terra del Salvator Nostro Gesù Cristo. Erano in uso nel messale adottato per l'incoronazione di san Pio X.

### L'ultima incoronazione papale e dismissione della tiara

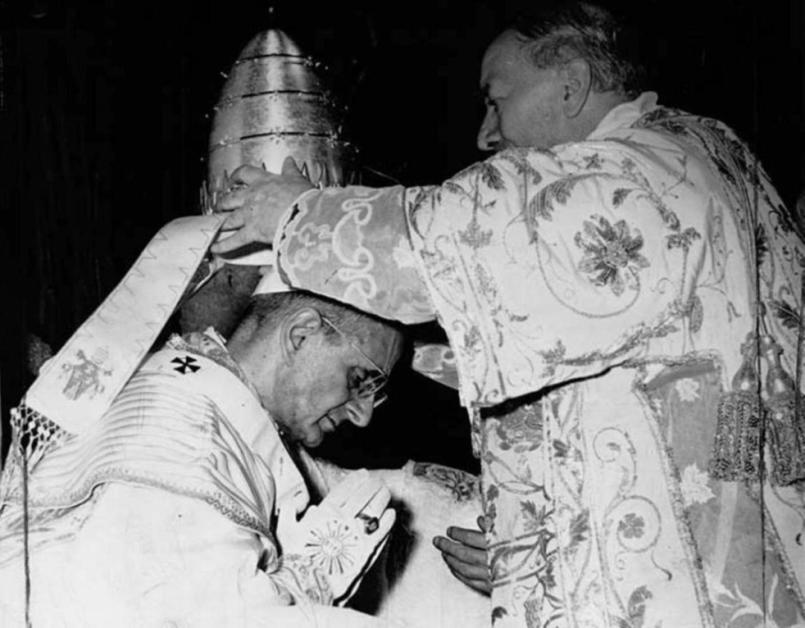
30 giugno 1963: Paolo VI fu l'ultimo pontefice a venire incoronato con il triregno

Stemma papale di Paolo VI, si può notare sopra l'ultimo triregno con cui è stato incoronato un pontefice

L'ultima cerimonia venne condotta nel 1963, in occasione dell'elezione di Paolo VI, il quale venne incoronato in Piazza San Pietro nel tempo stabilito dalla Costituzione Apostolica per il cerimoniale di insediamento.
La tiara utilizzata per l'incoronazione, come altre volte era successo in passato, era nuova, donata dalla città di Milano, dove il pontefice era stato arcivescovo prima della sua elezione. Questa tiara, realizzata dallo scultore Renato Valcavi della Scuola Beato Angelico, era molto diversa dalle tiare precedenti, non era ricoperta di gemme e pietre preziose, ed era di forma conica, piuttosto semplice. Pesava inoltre molto più delle tiare precedenti.
Dopo l'incoronazione il pontefice usò la tiara il 10 novembre 1963 per la presa di possesso dell'Arcibasilica Lateranense. La tiara fu usata nuovamente da Paolo VI per la benedizione Urbi et Orbi del 30 marzo 1964.
Il 13 novembre 1964, nella messa che celebrava la riapertura del Concilio Vaticano II (14 settembre), Paolo VI scese dal trono papale nella Basilica di San Pietro e, con gesto inaspettato e simbolico, depose il triregno sull'altare papale come segno di umiltà e di rinuncia a qualsiasi potere di natura politico-umana. Inoltre, il gesto voleva essere un segno di cambiamento nell'ottica di rinnovamento del Concilio.
Nello stesso anno il Pontefice volle dare un ulteriore segno mettendo in vendita la tiara per darne il ricavato ai poveri. Il cardinale Spellman chiese di acquistare la tiara, che è oggi esposta nella basilica dell'Immacolata Concezione a Washington.
La decisione di abbandonare l'uso di questo simbolo del papato, la tiara papale, fu molto contrastata dai cattolici tradizionalisti, molti dei quali ancora continuano una campagna a favore del suo ripristino. Alcuni, invece, etichettarono Paolo VI come antipapa, sostenendo che nessun papa autentico rinuncerebbe alla tiara. Almeno uno dei "pretendenti" alla "Cattedra di Pietro" dopo la morte di Paolo VI, Clemente Domínguez, proclamato "papa" con il nome di "Gregorio XVII" dai suoi seguaci del movimento di Palmar de Troya, a Siviglia, in Spagna nel 1978, fu "incoronato" con una "tiara papale", dimostrandone il potente simbolismo. Un altro papa autoproclamato, in seno alla sedicente "Vera Chiesa Cattolica" (True Catholic Church), Lucian Pulvermacher che prese il nome di "Pio XIII", usa la tiara nel suo stemma.
Nonostante questo l'uso della tiara non era stato ufficialmente abolito dal pontefice, tanto che la costituzione apostolica Romano Pontifici Eligendo emanata dallo stesso Paolo VI nel 1975 prevedeva ancora il ricorso all'incoronazione durante le cerimonie per l'elezione del papa, recitando che: "Infine il Pontefice sarà incoronato dal cardinale Protodiacono e, entro un tempo conveniente, prenderà possesso della Patriarcale Arcibasilica Lateranense, secondo il rito prescritto."
Fu il successore Giovanni Paolo I nel 1978 a rifiutare una cerimonia di incoronazione, sostituendola con una più sobria "Messa di solenne inizio del Ministero Petrino", pur non abolendo mai ufficialmente l'uso della tiara, che semplicemente non divenne più obbligatoria. Dopo la morte improvvisa di Giovanni Paolo I, il successore Giovanni Paolo II, nella sua omelia d'inaugurazione affermò che:

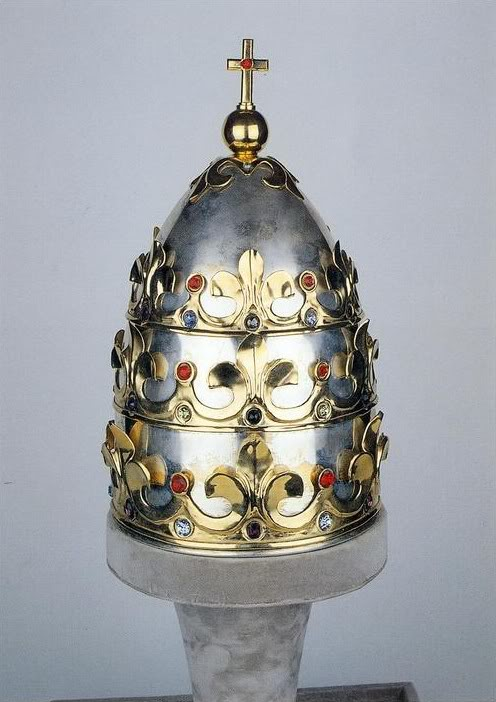
Tiara donata nel 1981 a Giovanni Paolo II dai cattolici ungheresi.

Tuttavia, nel 1981 Giovanni Paolo II ricevette una tiara in dono dai cattolici ungheresi, che però non venne mai utilizzata in pubblico.
Nel 1996, nella sua nuova costituzione apostolica Universi Dominici Gregis, Giovanni Paolo II rivide le regole per l'elezione del papa, togliendo ogni riferimento all'incoronazione papale e sostituendola con il termine "inaugurazione": "Il Pontefice, dopo la solenne cerimonia di inaugurazione del pontificato ed entro un tempo conveniente, prenderà possesso della Patriarcale Arcibasilica Lateranense, secondo il rito prescritto."
Come nel documento di Paolo VI, la terminologia è descrittiva, non normativa. Inoltre, egli non stabiliva alcuna regola riguardo alla forma della "cerimonia di inaugurazione del pontificato", che poteva anche essere nella forma di un'incoronazione. Comunque, il papa non rimaneva vincolato a nessun cerimoniale fatto dai suoi predecessori, e può liberamente cambiarlo.
L'abolizione effettiva si ha sotto papa Benedetto XVI, con l'approvazione nel 2005 del Ordo Rituum pro Ministerii Petrini Initio Romae Episcopi, che esplicitamente non contempla più la cerimonia di incoronazione.
Senza l'incoronazione del papa il monarca inglese rimane l'unico monarca in Occidente a ricevere un'incoronazione. Tutti gli altri regnanti, come il papa, "inaugurano" il loro ufficio.

### Attuale uso del simbolo del Triregno

Stemma di papa Benedetto XVI che non include il triregno

Bandiera vaticana con le chiavi decussate sormontate dal triregno.

In occasione della festività dei santi Pietro e Paolo, il 29 giugno di ogni anno, si usa rivestire della tiara e dei paramenti pontificali la famosa statua bronzea di San Pietro nella Basilica di San Pietro per onorare l'Apostolo di cui i papi sono, secondo la fede cattolica, successori.
Fino al papato di Benedetto XVI la tiara fu anche l'ornamento sormontante lo stemma personale dei papi. Fu un elemento presente anche negli stemmi personali di Giovanni Paolo I e Giovanni Paolo II sebbene non la indossarono mai. Attualmente la tiara papale continua ad essere rappresentata sulla Bandiera vaticana e nello stemma della Santa Sede.
Rompendo con la tradizione, Benedetto XVI ha deciso ad inizio di pontificato di mettere una mitra al posto della tiara nel suo stemma personale. La mitra pontificia raffigurata nel suo stemma, a ricordo delle simbologie della tiara, è di argento e porta tre fasce d'oro.
Egli però ha mantenuto l'uso della tiara quale simbolo ufficiale del papato, lasciandola insieme con le chiavi decussate come simbolo della Sede Apostolica sia sullo stemma della Santa Sede sia su quello della Città del Vaticano. La tiara papale, come stemma dello Stato della Città del Vaticano, appare anche sulla bandiera nazionale. La foggia del drappo, nelle rappresentazioni in disegni, è quadrata - come l'unica altra, nel mondo, e cioè il vessillo della Svizzera - ma in genere è preparata con aspetto rettangolare, come quelle che si vedono sventolare agli edifici della Santa Sede, anche fuori dalla Città del Vaticano.
L'uso della tiara nello stemma dell'attuale papa e dei venturi resta ancora un'opzione ammessa così come vescovi e cardinali esibiscono nel proprio stemma il galero, nonostante esso sia in disuso. A riprova di ciò il 10 ottobre 2010, in occasione dell'Angelus, è stato mostrato uno stratum, donato da un fedele marchigiano, con lo stemma papale leggermente modificato: sulla sommità è stata apposta la tiara, secondo l'antico uso. L'azienda Ars Regia, che lo ha prodotto, ha inoltre affermato di aver realizzato fin dall'Avvento del 2007 alcuni paramenti con lo stemma sormontato dalla tiara. La tiara continua ad essere presente nell'ornamento floreale, che ritrae lo stemma del papa regnante, sito in un'aiuola dei Giardini Vaticani e sono state mantenute le tiare, a seguito del recente restauro, nello stemma papale anche sugli apici del tronetto di Leone XIII, per una questione di fedeltà ed aderenza allo stile del mobile.
Il 25 maggio 2011 a Benedetto XVI è stato fatto dono, da un fedele e collezionista tedesco, di una tiara personale, mai utilizzata, realizzata da un laboratorio bulgaro specializzato in paramenti ortodossi, come auspicio per l'unità dei cristiani e omaggio dei cattolici tedeschi, così come era stato fatto per Giovanni Paolo II nel 1981 da parte dei cattolici ungheresi.
Il 16 maggio 2016 il Presidente della Repubblica di Bulgaria, Rosen Plevneliev, accompagnato dalla delegazione e dal patriarca ortodosso di Bulgaria Neofito, e dal Presidente del Parlamento della ex-Repubblica Jugoslava di Macedonia, Trajko Veljanoski, ricevuti in udienza in Vaticano in occasione della festa santi Cirillo e Metodio, ha fatto dono a papa Francesco di una tiara lavorata a mano da un gruppo di suore bulgare. Come fece già Benedetto XVI, così anche papa Bergoglio e il suo successore Leone XIV hanno mantenuto la mitra sulla sommità del proprio stemma papale.

## Aspetto

### Molte tiare papali

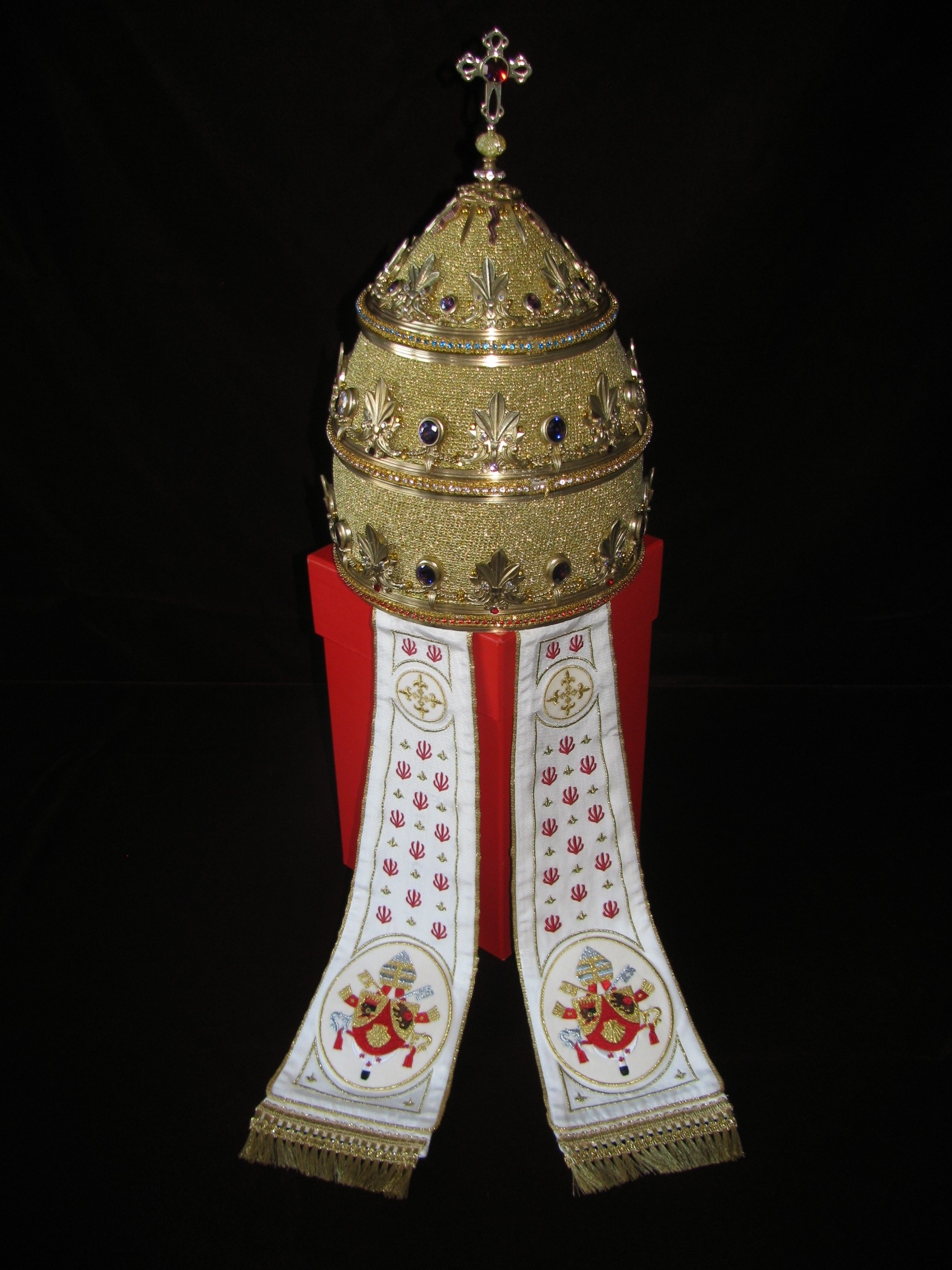
La tiara donata a papa Benedetto XVI e mai utilizzata; le sue infule riportano lo stemma papale ufficiale con la mitra

Sebbene generalmente si dica "la" tiara papale, storicamente ve ne sono state molte, e ad oggi se ne annoverano ben 22. Molte di queste, come quella attribuita a san Silvestro o la tiara di Giulio II furono distrutte, smantellate o saccheggiate nel corso delle diverse incursioni straniere. In particolare, durante il sacco di Roma del 1527, papa Clemente VII fu costretto a fondere tutte le tiare e i gioielli del papato per raccogliere i 400.000 ducati chiesti in riscatto dall'esercito invasore dei Lanzichenecchi dell'imperatore Carlo V. Ulteriori saccheggi seguirono nel 1798 ad opera dei francesi di Louis Alexandre Berthier: sopravvisse solo la tiara realizzata nel XVI secolo per Gregorio XIII. Essendo Roma occupata, la tiara utilizzata il 21 marzo 1800 per l'incoronazione di Pio VII, in esilio a Venezia, venne realizzata in cartapesta e decorata con i gioielli donati dalle dame veneziane.
Ad esclusione di questa, tutte le altre tiare vennero realizzate in argento, molte come dono al pontefice da parte di capi di Stato e monarchi, come la regina di Spagna Isabella II, il kaiser tedesco Guglielmo I, l'imperatore austro-ungarico Francesco Giuseppe e lo stesso Napoleone Bonaparte. Quest'ultimo donò un Triregno forgiato con parti di quello stesso saccheggiato e distrutto dopo la presa di Roma, dandolo a Pio VII alla vigilia della sua incoronazione ad Imperatore dei Francesi come 'regalo di nozze' per celebrare il matrimonio con Giuseppina di Beauharnais. Altre tiare erano dei doni al nuovo pontefice dalla sede che avevano retto prima della loro elezione, oppure in occasione del giubileo della loro ordinazione o elezione.

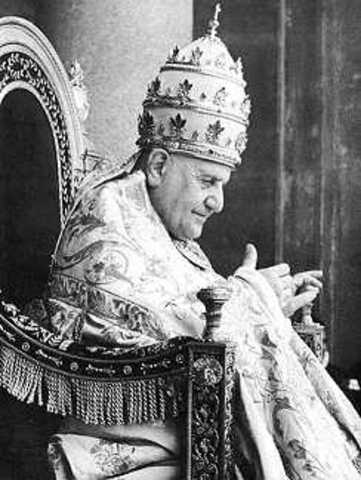
Papa Giovanni XXIII indossa la tiara di Pio XI sulla sedia gestatoria

In alcuni casi, vi era una vera e propria competizione tra le istituzioni che donavano la tiara papale, su chi donava quella più bella o più preziosa o più grande. Ne sono esempio le tiare di Giovanni XXIII e di Paolo VI: la prima donata dalla diocesi di Bergamo, dalla cui provincia proveniva papa Roncalli; l'altra dalla sede di provenienza di papa Montini, la sede arcivescovile di Milano. Entrambe furono donate in occasione della loro elezione al soglio pontificio.
Una delle tiare più insolite, di forma conica, fu quella donata a Paolo VI, che fu anche l'ultima ad essere utilizzata.

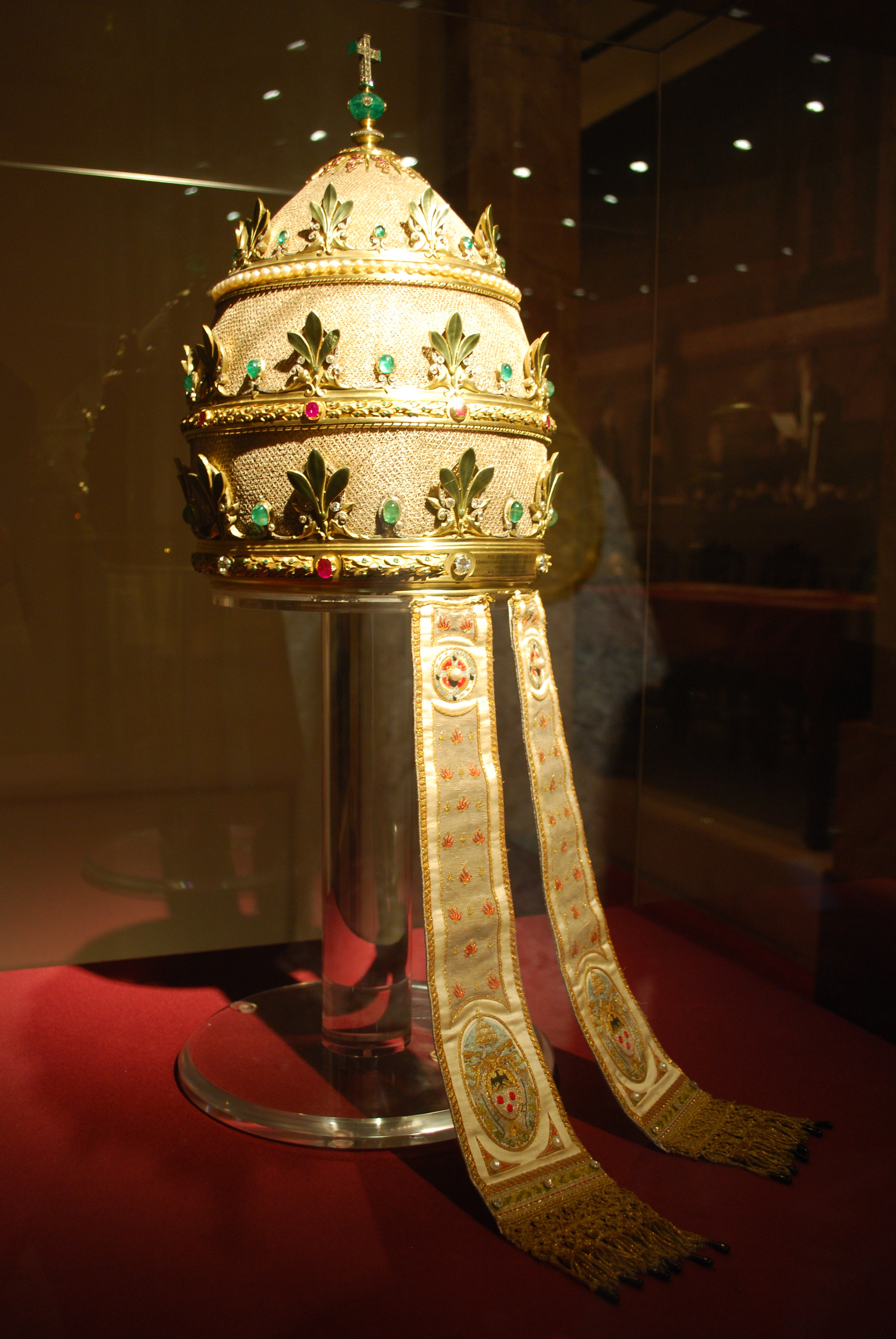
La tiara di Pio XI

La maggior parte delle tiare che ci sono pervenute sono esposte nei Musei Vaticani, anche se alcune sono state vendute o donate ad organismi cattolici. Alcune tiare, quelle più popolari o storiche, come la "tiara belga" del 1871, la tiara del 1877 e la tiara d'oro del 1903, sono state in giro per il mondo in quanto parte di un'esposizione itinerante di oggetti storici del Vaticano. La tiara donata dalla diocesi di Bergamo a Giovanni XXIII è da alcuni anni esposta nella cappella di San Vincenzo nel duomo cittadino. La "tiara milanese" di Paolo VI è stata comprata e ora si trova esposta nella basilica dell'Immacolata Concezione a Washington, negli Stati Uniti.

### Forma
La forma della tiara è variata nel corso dei tempi. Era più o meno rigonfia, e in alcuni casi priva del globo e della croce, oppure con la posizione delle infule modificata.
La tiara è un alto copricapo argenteo a forma di ogiva, sul quale venivano applicate tre corone (dal 1314 al tempo di papa Bonifacio VIII le corone erano solamente due), motivo per il quale è anche noto come triregno (triregnum) e reca sulla sommità un piccolo globo d'oro sormontato da una croce (globo crucigero).
La maggior parte dei triregni che ci sono pervenuti, hanno la forma di un alveare circolare, con la parte centrale in argento. Alcuni sono di forma conica, altri bulbosi. Fatta eccezione per la tiara di Paolo VI, tutte le tiare sono riccamente ingioiellate. Ogni tiara era strutturata con la forma di tre corone con decorazioni in oro, che a volte sono a forma di croci, a volte a forma di foglia. La maggior parte delle tiare è sormontata da una croce.

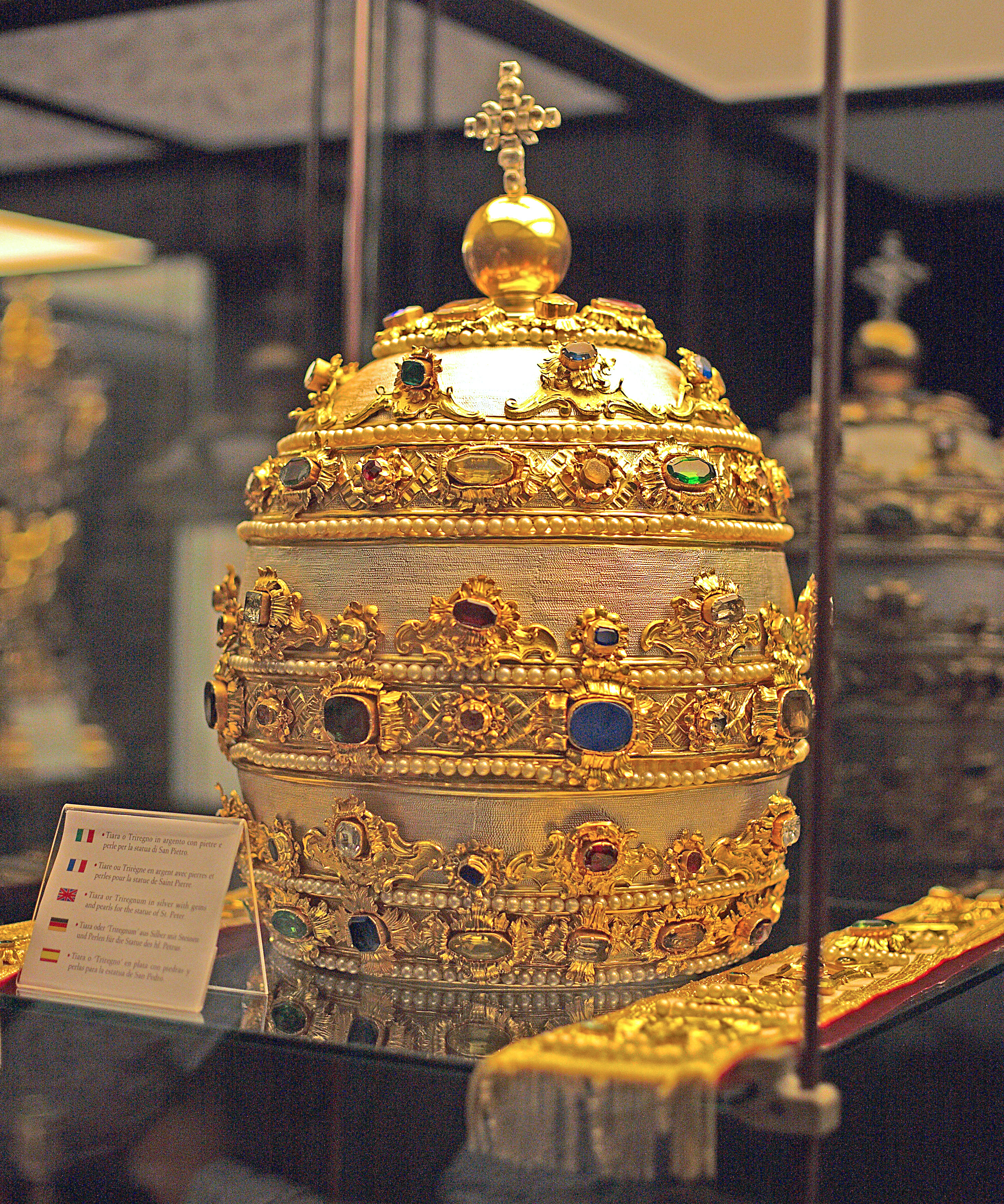
La ricca tiara di Gregorio XVI utilizzata ancora oggi per ornare, il 29 giugno festa dei santi Pietro e Paolo, la statua bronzea di San Pietro nella basilica di San Pietro.

Ogni tiara ha, nella parte posteriore, due infule: due bande di tessuto decorato con filo dorato e che rappresentato lo stemma o un altro simbolo personale del papa al quale è stata donata la tiara.
Ci sono altre due tiare un po' inusuali: la tiara di cartapesta fatta quando Pio VII fu eletto e incoronato in esilio, e quella fatta per Paolo VI nel 1963, di forma conica, con poche gemme e che, invece di avere tre corone in risalto, presenta tre cerchi paralleli.
La tiara donata a Pio IX nel 1877 dalla Guardia Palatina vaticana in occasione del suo giubileo è straordinariamente simile alla tiara di Gregorio XVI. Fu una tiara molto popolare e fu usata, tra gli altri, da Pio XI, Pio XII e Giovanni XXIII. La tiara di Pio XI del 1922, invece era molto meno decorata e di forma più marcatamente conica.

### Peso della tiara

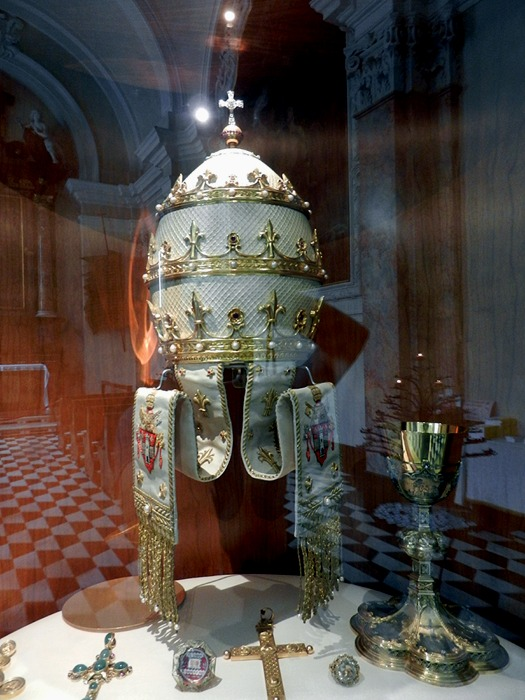
La tiara donata dalla diocesi di Bergamo a papa Giovanni XXIII e da alcuni anni donata ed esposta, insieme ad altri cimeli del pontefice, nel duomo della città lombarda.

Fatta eccezione per la tiara di cartapesta, la tiara più leggera fu quella fatta per Giovanni XXIII nel 1959 dallo scultore bergamasco Tilio Nani. Pesava 900 grammi, così come quella di Pio XI del 1922. Invece, la tiara conica di Paolo VI pesava 4,5 chili. La tiara più pesante della collezione è la tiara donata da Napoleone nel 1804 per festeggiare sia il suo matrimonio con Giuseppina sia la sua incoronazione quale imperatore di Francia. Pesa 8,2 kg. Però, non fu mai usata, poiché era stata fatta troppo stretta perché Pio VII potesse portarla, e si sospetta sia stato fatto apposta.
Molti papi si fecero fare appositamente delle tiare nuove perché quelle già esistenti o erano troppo piccole o troppo pesanti o le due cose insieme. Gregorio XVI non usò la tiara di cartapesta, piuttosto si fece fare una tiara leggera nel 1840. Nel 1870, Pio IX, già ottantenne, si fece fare un'altra tiara leggera, poiché la tiara usata dal suo predecessore Gregorio XVI era troppo piccola per lui e le altre tiare della collezione erano troppo pesanti. Dello stesso avviso fu anche Pio X che ordinò un'altra tiara per sé nel 1908.
Nel XX secolo con i nuovi metodi artigianali fu possibile creare delle tiare più leggere, come le tiare di Pio XI e di Giovanni XXIII che pesano solo 900 grammi. Questo, insieme al fatto che erano state create una serie di tiare leggere da parte dei papi precedenti, significò che nessun altro papa, da Pio X in poi, ebbe più bisogno di farsi fare una nuova tiara, ulteriore a quelle donategli al momento dell'elezione.

## Simbologia
Non vi è alcuna certezza riguardo alla simbologia delle tre corone del triregno, lo si comprende dalla miriade di vecchie e nuove interpretazioni che si sono andate sviluppando e che ancora vengono proposte.
Secondo un'interpretazione le tre corone simboleggiano il triplice potere del papa: "padre dei principi e dei re, rettore del mondo, vicario in terra di Cristo". Al momento dell'incoronazione del papa si usava pronunciare le seguenti parole:
Accipe thiaram tribus coronis ornatam, et scias te esse Patrem Principum et Regum, Rectorem Orbis, in terra Vicarium Salvatoris Nostri Jesu Christi, cui est honor et gloria in sæcula sæculorum.
(Ricevi la tiara ornata di tre corone, e sappi che tu sei il Padre dei Principi e dei Re, il Rettore del Mondo e il Vicario di Nostro Signore Gesù Cristo sulla terra, a cui solo è dovuto onore e gloria nei secoli dei secoli).
Alcune lo collegano alla triplice autorità del Sommo Pontefice: Pastore universale, Giurisdizione ecclesiastica e potere temporale.
Altri ancora lo hanno associato con la triplice missione di Cristo, che è "Sacerdote, Profeta-Maestro, Re", un'associazione menzionata come possibile da Giovanni Paolo II nel suo discorso per l'inizio del pontificato.
Un'altra interpretazione tradizionale era che le tre corone si riferissero alla "Chiesa Militante sulla terra", la "Chiesa purgante dopo la morte e prima del Paradiso" e alla "Chiesa trionfante nella ricompensa eterna".
Un'altra interpretazione ancora, suggerita dal cardinale Andrea Cordero Lanza di Montezemolo, che disegnò lo stemma senza tiara di Benedetto XVI, era: di Ordine sacro, di Giurisdizione e di Magistero.
Una teoria più recente collega infine le tre corone al "mondo celestiale, mondo umano e mondo terreno", dei quali il papa dovrebbe essere il collegamento simbolico.

## Uso
Il triregno non veniva usato per le celebrazioni liturgiche, come la messa. Per tali funzioni il papa, come gli altri vescovi, indossava una mitra. Infatti la massima dignità sacerdotale nella Chiesa cattolica è quella di vescovo. Il papa come tale viene nominato (e in passato incoronato) vescovo di Roma. Ed è per questo che il triregno non veniva impiegato durante la messa, ma in occasione della cerimonia dell'incoronazione, quando il pontefice si recava a qualche funzione solenne (come le processioni) o ritornava da esse. Lo si poneva simbolicamente sull'altare durante le messe solenni.
Il triregno quindi veniva usato per le processioni solenni e nelle occasioni in cui il papa veniva portato a spalla dal gruppo dei sediari sulla sedia gestatoria, una sorta di trono mobile il cui uso fu rifiutato da Giovanni Paolo II subito dopo la sua elezione nell'ottobre 1978. Inoltre, il triregno veniva usato per gli atti giuridici solenni, ad esempio quando il papa parlava ex cathedra (avvalendosi dell'Infallibilità papale). Veniva indossato anche quando il papa, da Piazza San Pietro, impartiva la tradizionale benedizione Urbi et Orbi, a Natale e a Pasqua, la sola cerimonia che prevedesse l'uso della tiara.

### L'incoronazione papale
L'occasione più conosciuta in cui il triregno veniva usato, era l'incoronazione papale, una cerimonia di sei ore che vedeva il papa portato a spalla, fino al luogo dell'incoronazione, sulla sedia gestatoria con alcuni attendenti che lo accompagnavano con i flabelli (grandi ventagli in piume di struzzo). Tradizionalmente, l'incoronazione avveniva nella Basilica di San Pietro o nell'immediata vicinanza.
Secondo il cerimoniale tratto dal “Pontificale romano” del 1596, al momento dell'imposizione della tiara sulla testa del Sommo Pontefice, il cardinale protodiacono gli ricordava che la riceveva perché egli era Padre dei Principi e dei Re, Rettore dell'orbe, Vicario del Salvatore Nostro Gesù Cristo in terra.
Paolo VI optò per una cerimonia molto più breve. Come molte altre incoronazioni moderne, la cerimonia diviene solo simbolica. La piena giurisdizione del papa inizia dal momento della sua accettazione dell'elezione fatta dai cardinali in conclave e non più da una incoronazione.

## Altre tiare

### Tiara dei Patriarchi
Due prelati cattolici usano una tiara nel proprio stemma: il Patriarca di Lisbona (un titolo creato nel 1716 e attribuito all'arcivescovo di Lisbona sin dal 1740); difficile confondere i due stemmi poiché lo stemma papale ha sempre rappresentate le chiavi incrociate di San Pietro. Anche l'arcivescovo metropolita di Benevento usa la tiara nel proprio stemma.

### Imitazioni
Il sultano ottomano del XVI secolo Solimano il Magnifico sembra abbia commissionato ad alcuni artigiani italiani di fare una tiara con 4 corone sul modello della tiara papale per dimostrare che il suo potere e la sua autorità era superiore a quella del Pontefice.
Al contempo, la cerimonia per l'incoronazione papale, durante la quale il papa veniva osannato con flabelli (ventagli in piume di struzzo) e portato sulla sedia gestatoria, sembra sia molto simile alle cerimonie in uso a Costantinopoli nel Medioevo.

## Il triregno nei tarocchi

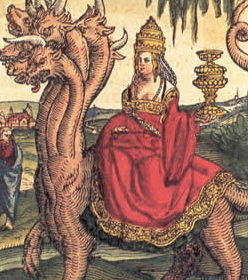
La carta dei tarocchi della Papessa

Tra i tarocchi medievali vi era una carta, raffigurante una donna che indossava una tiara papale, chiamata La Papessa. Il significato e il simbolismo della carta non è chiaro. La donna con la tiara è stata ora identificata con la Papessa Giovanna (una leggenda medievale racconta di una donna che si travestì da uomo e fu eletta papa, secondo la leggenda la papessa sarebbe stata scoperta quando partorì durante una processione papale; alcune carte la raffigurerebbero con un bambino) ora con la Madonna, o ancora con Cibele, o Iside o Venere. Le carte rappresentanti una donna che indossa una tiara papale diffuse durante la Riforma Protestante e le immagini della Papessa Giovanna con il bambino sono considerate come un tentativo di ridicolizzare il papato da parte dei protestanti. Un'altra spiegazione della papessa dei tarocchi è che essa rappresenti la grande prostituta del capitolo 17 dell'Apocalisse.
La tiara, però, scomparve dai tarocchi dei periodi successivi, in cui la Papessa fu rappresentata con un copricapo medievale più comune. I tarocchi comprendevano anche una carta che rappresentava il papa, a volte con una tiara sul capo.